# Códice Pérez
Códice Pérez es el nombre atribuido por el obispo de Yucatán, Crescencio Carrillo y Ancona, al extenso documento compilado por el filólogo Juan Pío Pérez en el siglo XIX, que contiene una serie de copias fragmentarias de diversos libros del Chilam Balam, reunidas con el propósito de realizar los estudios cronológicos que emprendió este sabio investigador de la cultura maya en Yucatán. Se trata de un libro, según descripción del original hecha por el obispo Carrillo y Ancona, "en cuarto", manuscrito, de más de doscientas páginas.
Este Códice Pérez contiene también un almanaque suelto de Maní y algunas otras transcripciones de diversos documentos como los denominados Documentos de Tierras (entre ellos el de Sotuta), aparte de los libros del Chilam Balam señalados anteriormente, en especial los libros de Ixil, de Maní y de Kaua.
Según afirma el historiador y también mayista Alfredo Barrera Vásquez:

"El nombre de Códice Pérez se presta a confusiones ya que a un fragmento de él.... se le ha llamado "Pérez Codex". El verdadero título que Juan Pío Pérez le dio es : Principales épocas de la historia antigua de Yucatán.... Además del fragmento llamado así (Pérez Codex), existe el manuscrito precortesiano "Codex Peresianus", que nada tiene que ver con Pío Pérez, ni con los libros de Chilam Balam, de un modo directo. El "Codex Peresianus" se guarda en la Biblioteca Nacional de París y es, por supuesto, jeroglífico".

El obispo Carrillo y Ancona obtuvo el original directamente de Juan Pío Pérez el año de 1868 y según relata también el historiador Barrera Vásquez, lo obtuvo con la intención de que formara parte de la colección de documentos mayas  que estaba integrando en esos años para la biblioteca de El Museo Yucateco, periódico que dirigió Justo Sierra O'Reilly. Pero sucedió, según declara personalmente el obispo, en su Disertación sobre la historia de la lengua maya, donde se refiere al Códice, que después de la muerte de Pío Pérez, el heredero de este, señor Carlos Peón Machado, se lo recogió. Parece ser, sigue relatando Barrera Vásquez, que lo obtuvo nuevamente después en calidad de préstamo, de la misma mano del heredero, Sr. Peón. Solamente para que unos cuantos años después, el propio obispo lo retornara a la familia heredera del autor con el argumento, expresado por el propio obispo:

"No siendo ya director del Museo Yucateco, para el cual deseaba yo tener el manuscrito, creí mi deber entregarlo de nuevo al Sr. Peón, cuya ilustración y patriotismo le sabrá inspirar el mejor modo de conservarlo para la posteridad y para la ciencia."

Concluye Alfredo Barrera Vásquez diciendo:

"Así pues, el tal original debe estar todavía en la posesión de algún miembro de la familia Peón de la ciudad de Mérida, Yucatán"

Debe insistirse en que los comentarios anteriores fueron tomados de una nota publicada en 1939 por el investigador Alfredo Barrera Vásquez, precediendo una transcripción que él mismo hizo del Códice Pérez para el Museo de Antropología e Historia de México.
Investigaciones más recientes indican que Carlos Peón Machado, en vida, le pasó el original del códice a su hermana Nicolasa Peón, esposa de Eusebio Escalante Bates. De ahí, el códice pasó a manos de la familia Escalante.
Existe una edición del Códice Pérez realizada por la Liga de Acción Social de Yucatán en 1949 que incluye la nota manuscrita  y firmada por el obispo Carrillo y Ancona relativa a la compra de un diccionario maya en 3 pesos mexicanos por Brasseur de Bourbourg y su reventa ulterior, en 150 dólares de Norteamérica al Sr. John Carter Brown. Incluye también el prólogo escrito por Antonio Mediz Bolio para la edición del Códice Pérez de 1949. Así mismo, la nota manuscrita y firmada por Carrillo y Ancona en 1868 y otra del mismo obispo, de 1870, ambas reproducidas facsimilarmente.
Existe también una Guía para el Códice Pérez escrita por el mayista e investigador norteamericano, Ralph L. Roys del Instituto Carnegie de Washington D. C. traducida por Ermilo Solís Alcalá, reeditada por la Liga de Acción Social de Yucatán, en 1950. Esta guía es propiamente un índice analítico del documento de Pío Pérez, realizado por el arqueólogo de los Estados Unidos, que permite sistematizar el estudio del llamado Códice. 